# Clovia pauliani
Clovia pauliani är en insektsart som beskrevs av Victor Lallemand 1942. Clovia pauliani ingår i släktet Clovia och familjen spottstritar. Inga underarter finns listade i Catalogue of Life.